# Jyväskylä
Jyväskylä is een gemeente en stad in de Finse regio Centraal-Finland (Keski-Suomi) en is ook de hoofdstad van deze regio. De stad ligt aan de noordelijke punt van het Päijännemeer. De gemeente telt 145.887 inwoners (2022). Het stedelijk gebied is twee keer zo groot en behoort tot de belangrijkste stedelijke regio’s van het land. Jyväskylä is een cultureel en educatief centrum en is een van de snelstgroeiende steden in Finland.
Jyväskylä staat bekend als onderwijsstad vanwege de grote universiteit, gesticht in 1863, en de vele specialistische opleidingen die de stad huisvest. Elias Lönnrot, de samensteller van het Finse epos de Kalevala, noemde de stad daarom ook het Athene van Finland. Papierindustrie en informatietechnologie zijn de belangrijkste economische sectoren in de stad. Ook is Jyväskylä de bakermat van de supermarktketen Prisma.
In Jyväskylä begon architect Alvar Aalto zijn loopbaan, en de stad telt vele gebouwen van zijn hand (vb. het universiteitsgebouw) die als toeristische trekpleister dienen. Verder vindt in en om Jyväskylä jaarlijks de Neste Oil Rally Finland plaats, een van de grote wedstrijden in het World Rally Championship.
In 1993 werd de gemeente Säynätsalo toegevoegd en in 2009 werden ook de gemeenten Jyväskylän maalaiskunta en Korpilahti toegevoegd.

## Geschiedenis
Jyväskylä (de naam betekent "graandorp") werd in 1837 op last van tsaar Nicolaas I op de plek van een klein marktdorp gesticht. De plaats groeide uit tot centrum van de regio Centraal Finland. In de tweede helft van de 19e eeuw vestigden enkele onderwijsinstellingen zich in de stad, de basis voor de huidige status als onderwijsstad.

## Geboren in Jyväskylä
- Matti Vanhanen (1955), journalist en politicus
- Henri Toivonen (1956-1986), rallyrijder
- Aki Lahtinen (1958), voetballer
- Jukka Viitasaari (1961), componist, tubaïst en musicus
- Matti Nykänen (1963-2019), schansspringer
- Markku Viitasaari (1966), componist en dirigent
- Harri Rovanperä (1966), rallyrijder
- Pasi Laaksonen (1972), voetballer
- Laura Voutilainen (1975), zangeres
- Sofi Oksanen (1977), schrijfster
- Eero Markkanen (1991), voetballer
- Kalle Rovanperä (2000), rallyrijder